# Gruppo API
Italiana Petroli S.p.A. (abans Anonima Petroli Italiana S.p.A.), més coneguda amb l'acrònim d'API o Gruppo API, és una empresa petroliera italiana. L'objectiu social és la producció i comercialització de petroli i productes derivats, i opera al mercat a través la marca IP Gruppo API.
Va ser fundada l'any 1933 per Ferdinando Peretti i és una de les més importants empreses petrolieres d'Itàlia.
El 2017, API adquireix totalment TotalErg. Després d'això, totes les estacions TotalErg seran rebrandejades progressivament sota la marca IP.